# St. Trinitatis (Hauröden)

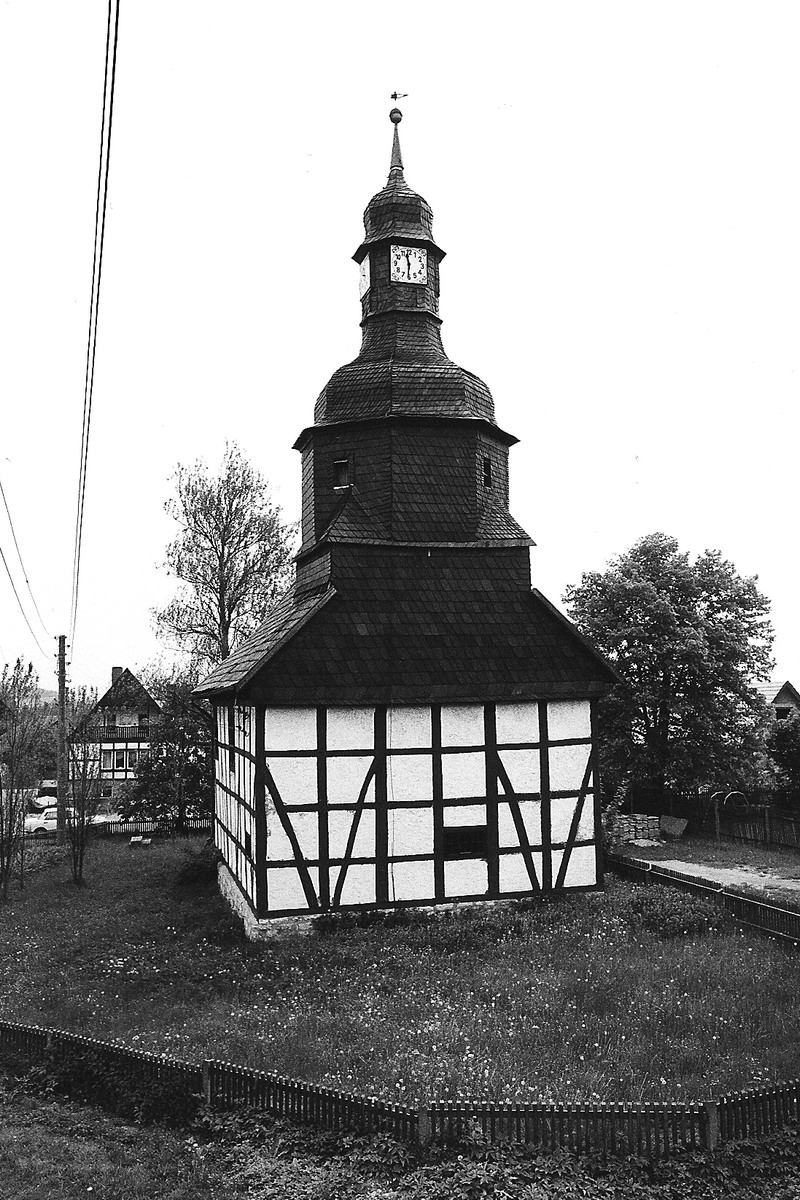
Hauröden, St. Trinitatis

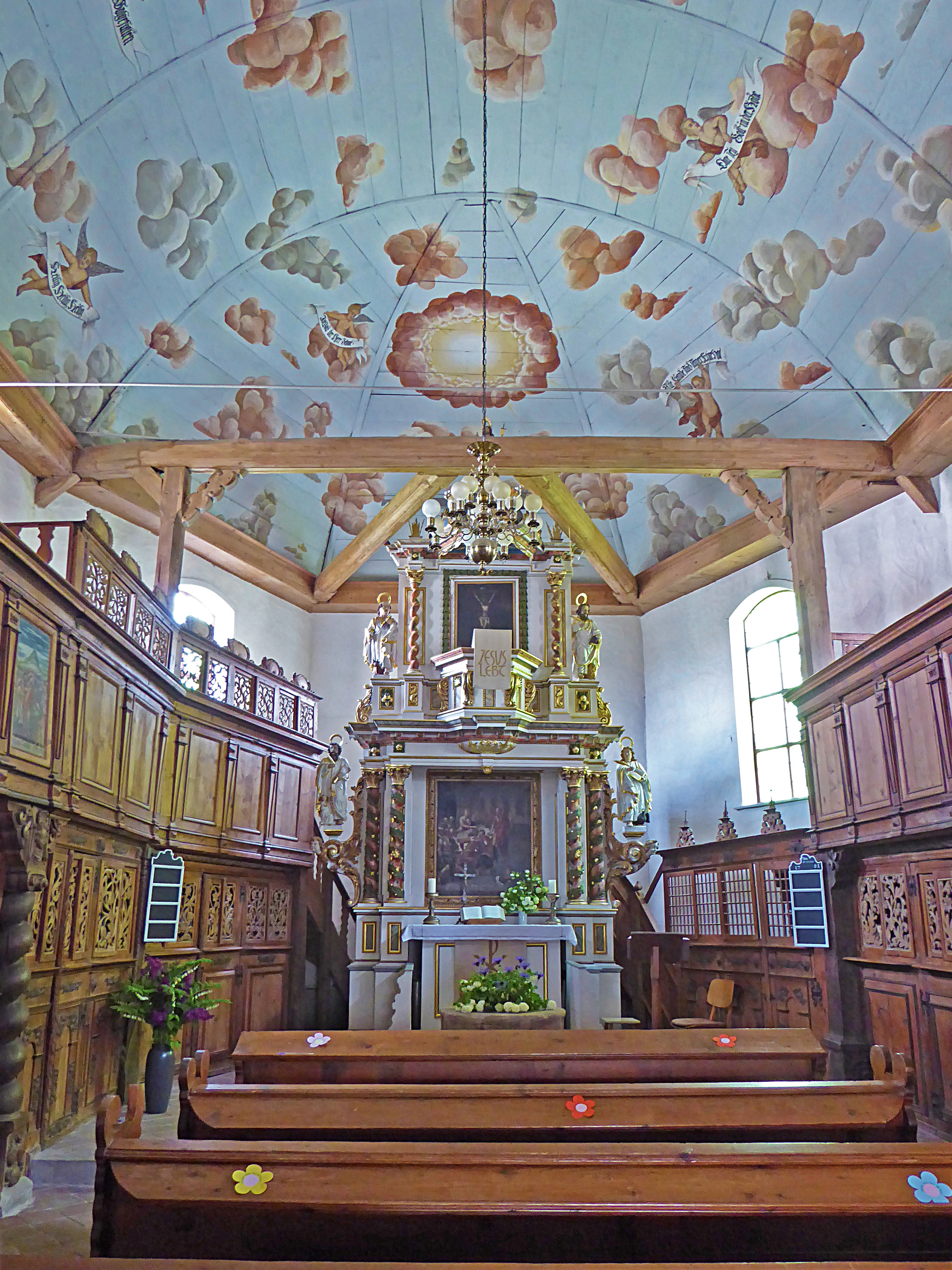
Innenansicht

Die evangelisch-lutherische Kirche St. Trinitatis steht in der Straße Am Breiten Born von Hauröden, einem Ortsteil der Landgemeinde Am Ohmberg im Landkreis Eichsfeld in Thüringen. Die Kirchengemeinde Hauröden gehört zum Pfarrbereich Großbodungen im Kirchenkreis Südharz der Evangelischen Kirche in Mitteldeutschland.

## Beschreibung
Die kleine fachwerksichtige Emporenhalle wurde von 1687 bis 1692 in der Ortsmitte auf einem Fundament aus Natursteinen mit dreiseitigem Ostabschluss erbaut. Die Kirchenweihe fand am 19. September zum Michaelisfest im Jahr 1692 statt. Über dem abgewalmten Satteldach wird das Kirchenschiff von einem hölzernen, mit Wolken, Engeln und Spruchbändern bemalten Tonnengewölbe überspannt. Aus dem Kirchenschiff wächst im Westen ein mächtiger verschieferter Dachturm heraus, der auf einer Konstruktion aus zwei freistehenden Stützen und Riegeln steht. Er besteht aus einem quadratischen Aufsatz, der ins eingezogene oktogonale übergeht. Darüber erhebt sich eine geschweifte Haube, die von einer Laterne bekrönt wird.
Der Innenraum wird durch hochrechteckige Fenster belichtet. Im Südostfenster sind dreizehn Medaillons mit Apostelfiguren aus der zweiten Hälfte des 16. Jahrhunderts erhalten. Zu betreten ist die Kirche im Süden durch ein zweiflügeliges Portal aus der Renaissance. Es trägt eine Inschrift und wird von Pilastern mit Kugelaufsätzen und einem Dreiecksgiebel gerahmt. Im Innenraum hat sich eine bauzeitliche monochrome Holzfassung erhalten. Gedrehte Säulen mit geschnitzten Kapitellen tragen die dreiseitigen Emporen. Die Brüstungen der Emporen zeigen Malereien aus dem Leben Jesu und Stifternamen. Die Gitter der Logeneinbauten sind teilweise reich beschnitzt.
Der barocke Kanzelaltar aus dem Jahr 1692 hat einen zweigeschossigen Säulenaufbau, er wird flankiert von Statuen der Evangelisten. Der Schalldeckel der Kanzel ist einer Krone nachempfunden.

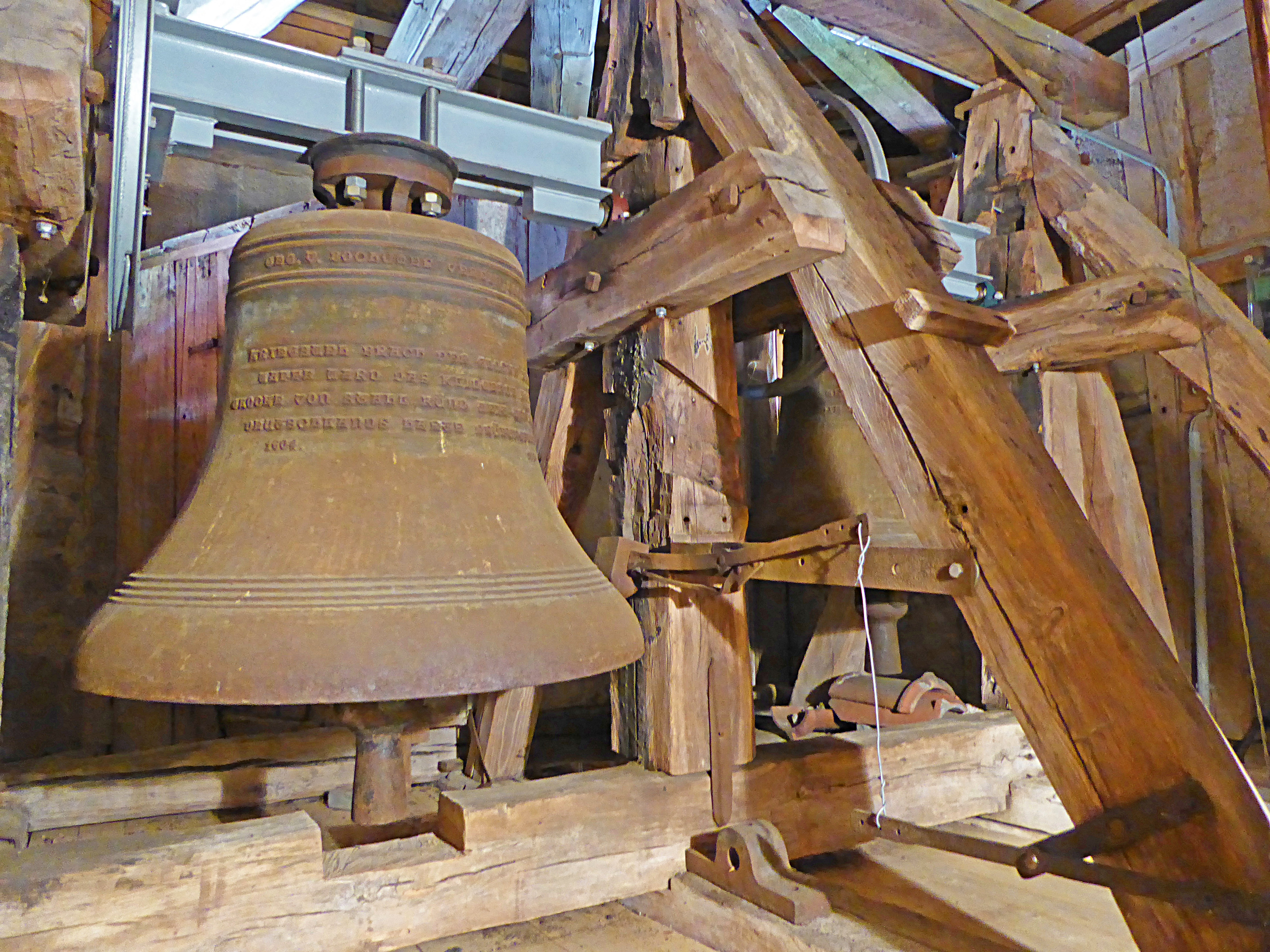
Läutewerk
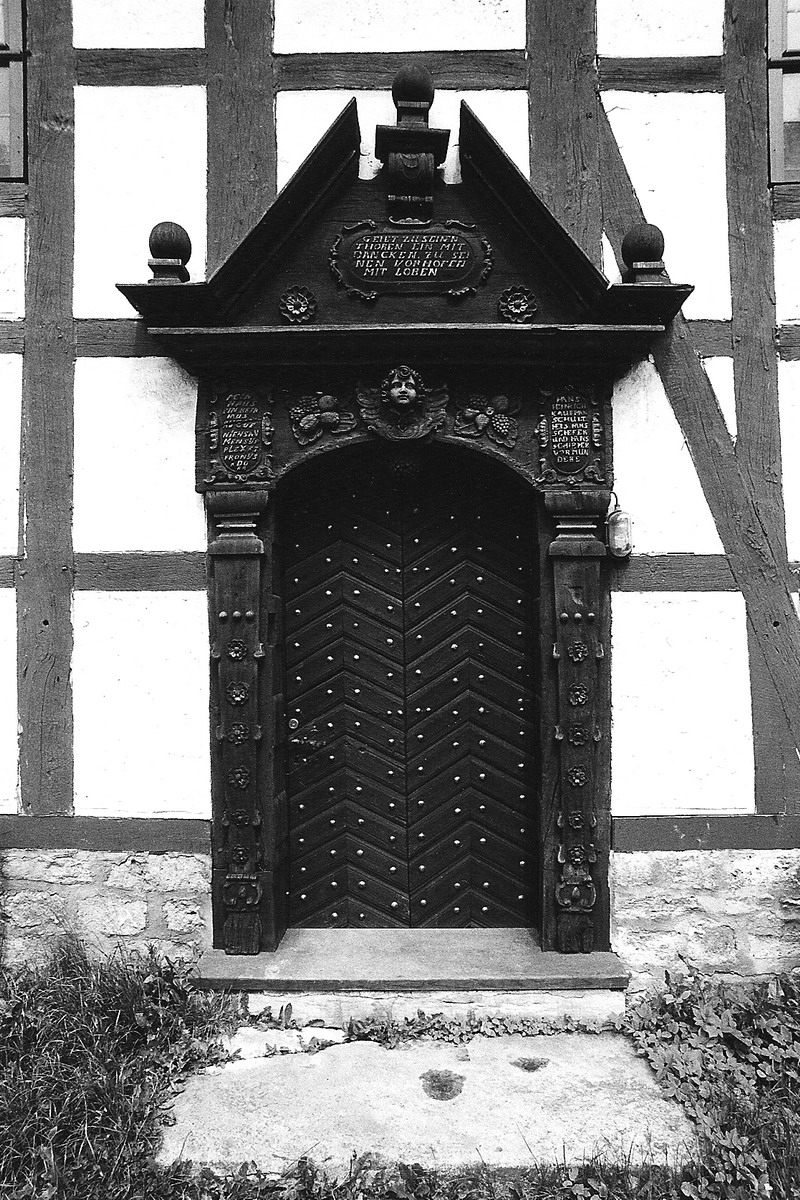
Renaissanceportal
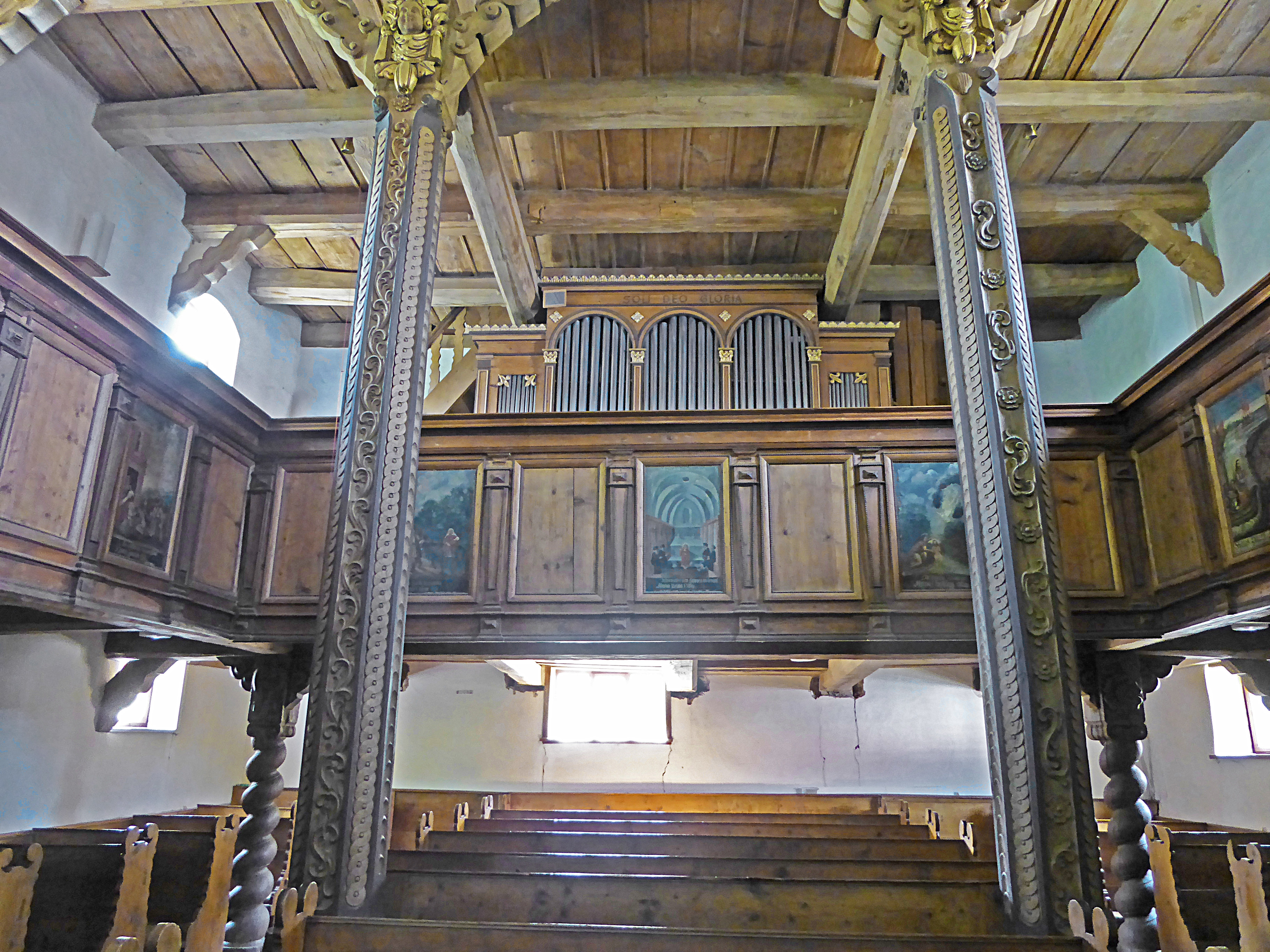
Blick zur Orgelempore
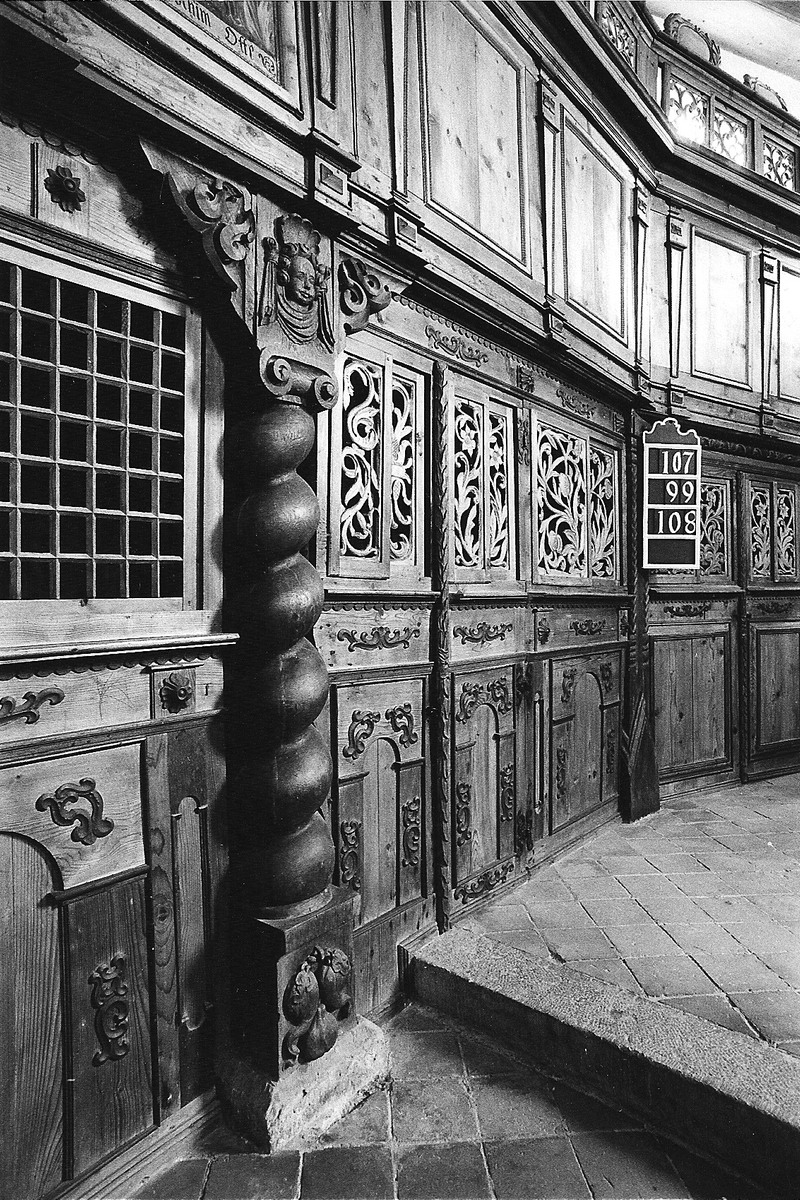
Logeneinbauten
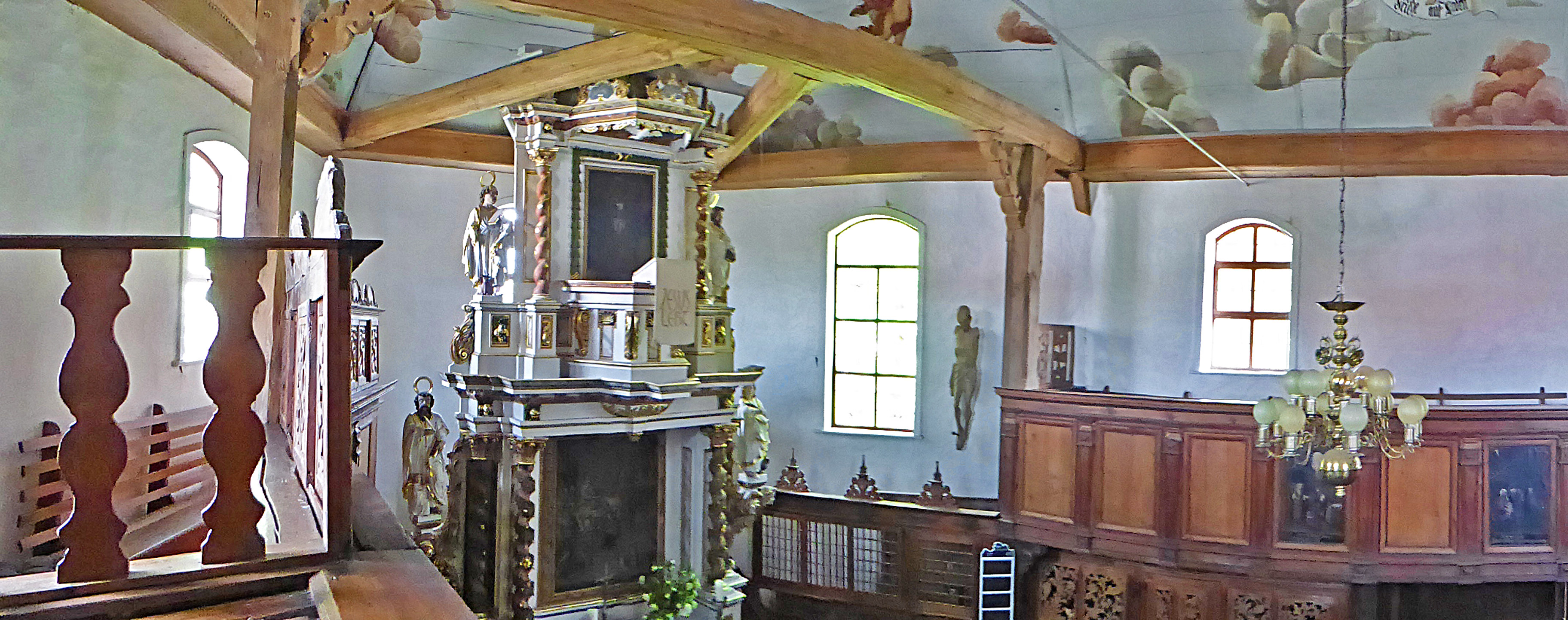
Blick zum Kanzelaltar

## Orgel

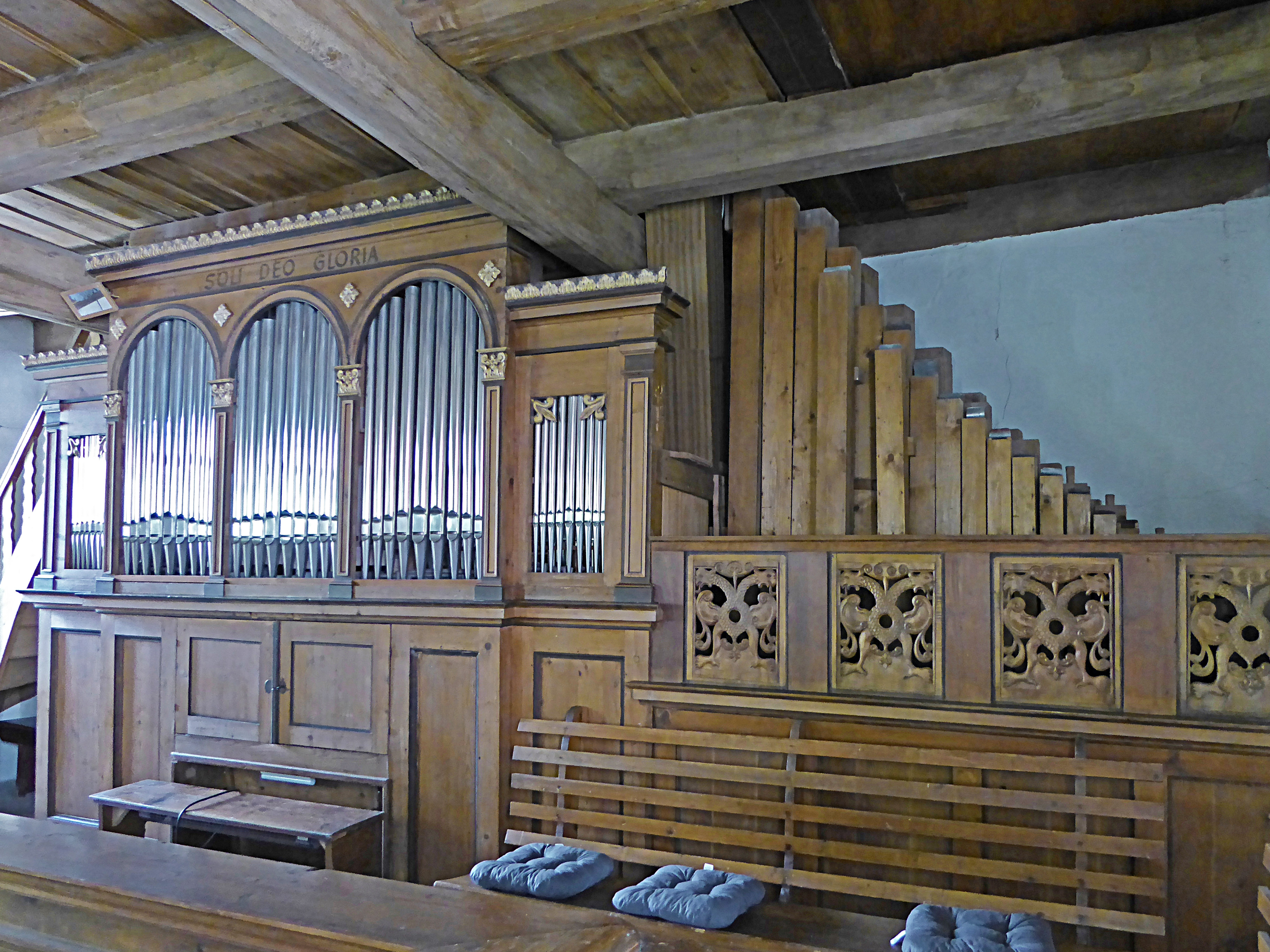
Friedrich-Wilhelm-Holland-Orgel von 1861 in Hauröden, St. Trinitatis

Die Orgel mit 8 Registern, verteilt auf ein Manual und Pedal, wurde 1861 von Friedrich Wilhelm Holland aus Schmiedefeld gebaut und von Karl Brode & Sohn aus Heiligenstadt restauriert.  Dabei wurden auch die im Ersten Weltkrieg abgegebenen und durch Zinkpfeifen ersetzten Prospektpfeifen des ansonsten unverändert erhaltenen Instruments durch solche aus Zinn rekonstruiert. Seine Disposition lautet:
| Manual C–f3 |            |    |
| 1.          | Principal  | 8′ |
| 2.          | Hohlflöte0 | 8′ |
| 3.          | Gamba      | 8′ |
| 4.          | Octave     | 4′ |
| 5.          | Gedackt    | 4′ |
| 6.          | Octave     | 2′ |

| Pedal C–d1 |         |     |
| 7.         | Subbaß0 | 16′ |
| 8.         | Violon  | 8′  |

- Koppel: M/P